# Talitrus saltator
Pour les articles homonymes, voir puce de mer.
Espèce
Le talitre, talitre sauteur ou puce de mer (Talitrus saltator. Talitrus, du latin talitrum = chiquenaude, allusion à la vivacité du saut de l'animal) est une espèce de petits crustacés amphipodes sauteurs qui vit en bordure de mer, inféodé au supralittoral des plages de sable. Il y creuse de profondes galeries où il s'abrite la journée.
En compagnie des talitres, on peut récolter un autre amphipode talitridé, Talorchestia deshayesii, dont le mâle possède au deuxième gnathopode, une pince très développée munie d’une forte épine à la base du propode. Sur les estrans rocheux ces espèces sont remplacées principalement par l’orchestia.
Le tégument du talitre possède des glandes sécrétant une substance qui évite l’adhérence des grains de sable au corps du crustacé (ralentissant ainsi son dessèchement en imperméabilisant sa cuticule) mais permet aussi la consolidation des parois de la galerie.

## Description

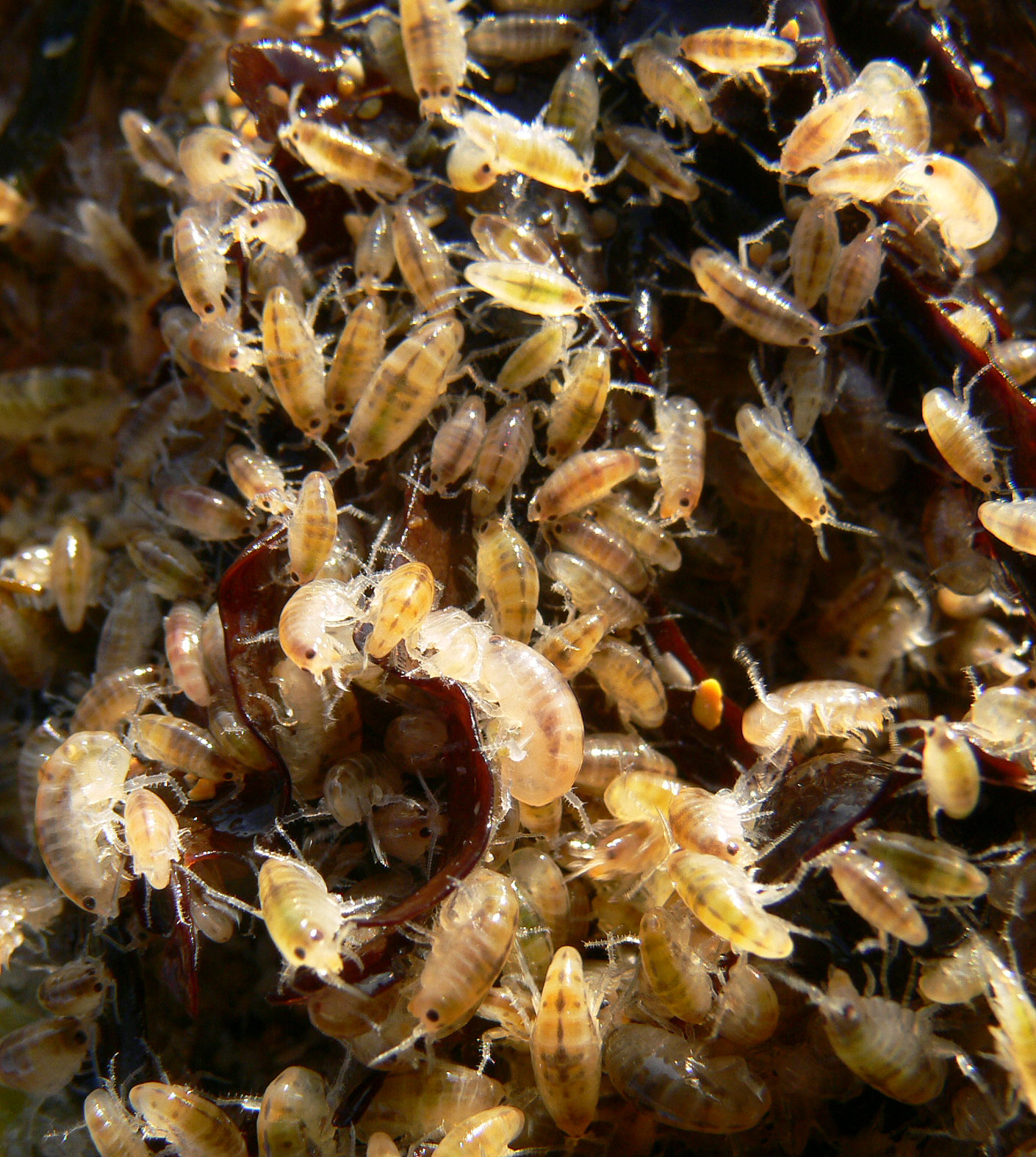
Dans les zones non polluées et où la nourriture abonde (Laisses de mer), les populations de talitres peuvent atteindre plusieurs milliers d'individus par mètre carré (ici sur la Presqu'île de Crozon, au nord du cap de la Chèvre, Finistère, dans le parc naturel marin de la mer d'Iroise). Les talitres sont une source importante d'alimentation pour les oiseaux (gravelots, hirondelles de rivage...).

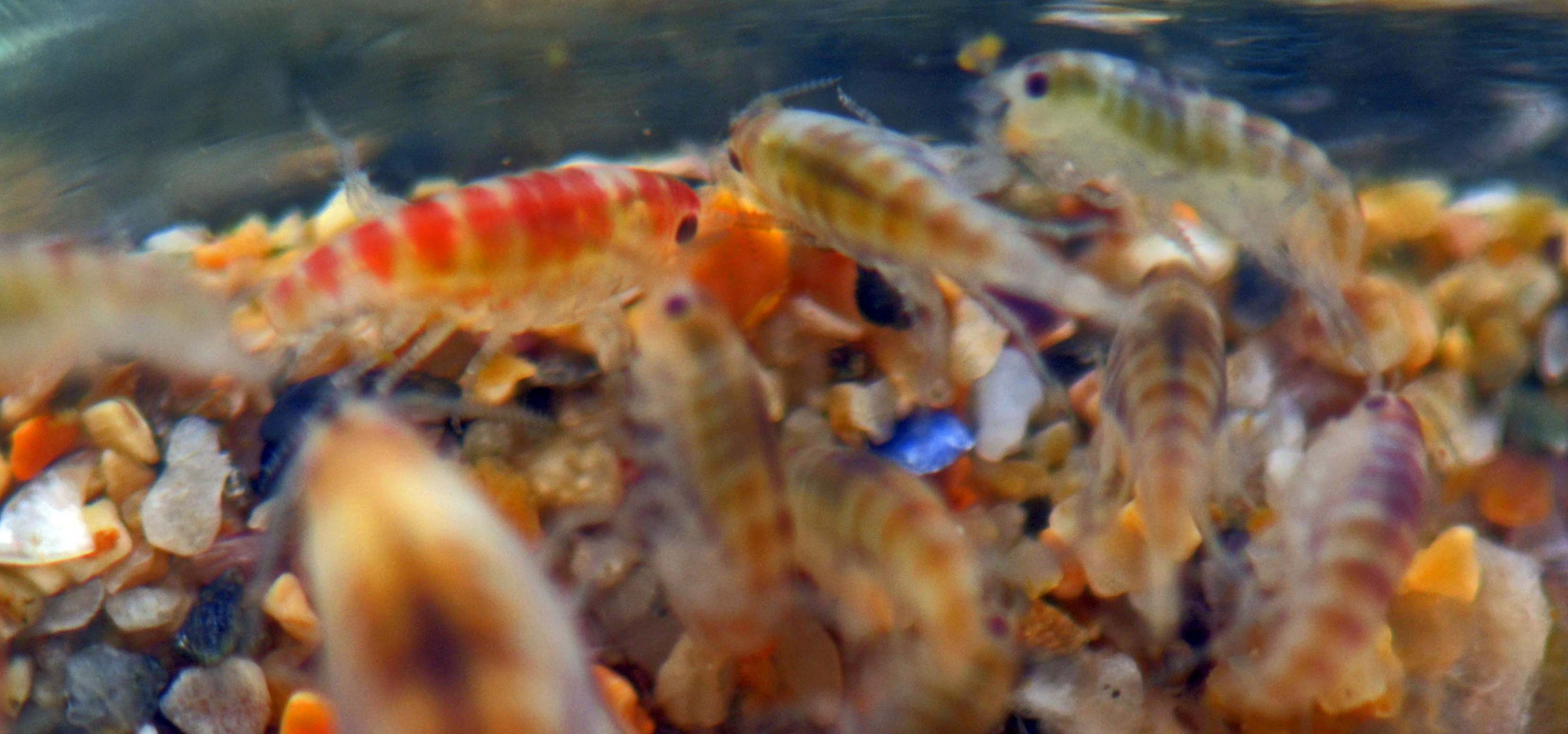
Quelques individus présentent une couleur plus verdâtre ou rougeâtre.

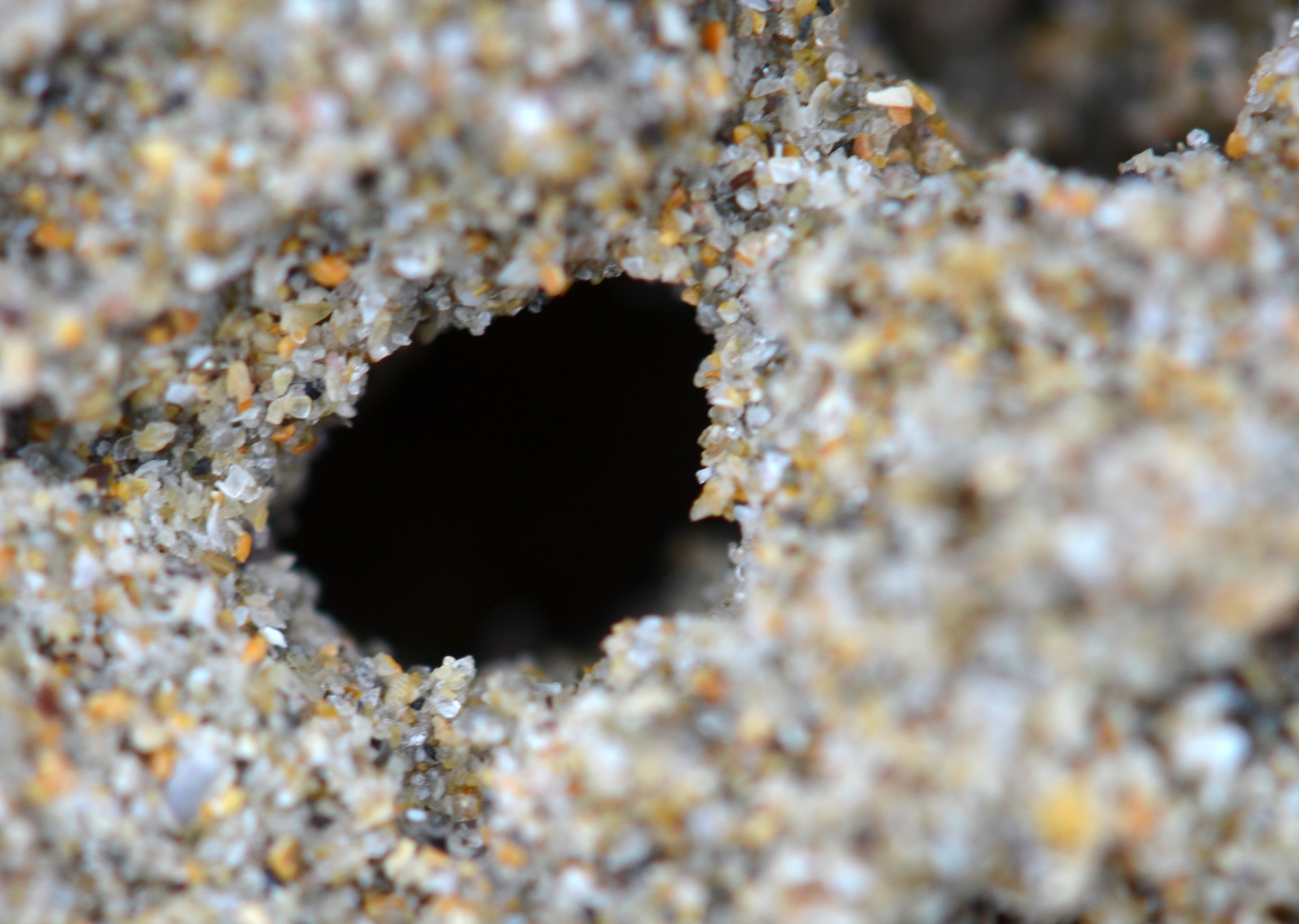
Entrée de galerie (macrophotographie). Les grains de sable sont collés les uns aux autres par une substance sécrétée par le talitre.

Le talitre possède les caractères généraux des amphipodes.
Sa couleur est gris-brun ou "sable" avec une large bande transversale plus sombre sur le thorax renflé. En tant que membre de la famille des talitridés, Talitrus saltator possède des antennules (A1) beaucoup plus courtes que les antennes (A2), et dépourvues de flagelle accessoire. Les mandibules n’ont pas de palpe.
La longueur totale de l'animal (de l'extrémité antérieure de la tête à la pointe postérieure du telson) atteint 25 mm pour les mâles.

## Habitat, répartition
C'est une des espèces de crustacés typiques des écotones mer-terre, l'un des très rares crustacés inféodé aux parties supérieures des estrans sableux à laisses de mer (même s'il nage très bien, il ne supporte pas une immersion prolongée dans l'eau de mer), et ayant développé de nombreuses adaptations (osmorégulation notamment à ces milieux changeants, notamment au rythme biquotidien des marées et au rythme lunaire des grandes marées). Il adapte également son territoire aux conditions climatiques. Il vit à l'air libre, mais à condition de disposer d'un minimum d'humidité, qu'il va rechercher en creusant dans le sable humide, sous le sable sec superficiel.

On le trouve en Europe sur tous les littoraux sableux écologiquement propres (Baltique, Atlantique, Méditerranée et aussi dans la Manche).

## Comportement
T. saltator vit en colonies parfois denses. Il est d'autant plus grégaire que la nourriture est abondante (en milieu sableux lui convenant). Il apprécie particulièrement les laisses de mer riches en fucus et laminaires.

Il marche ou se déplace par bonds successifs. En cas de danger (il est sensible aux ondes de pression sur le sable), il bondit ou peut en quelques secondes s'enfouir dans le substrat (sec ou mouillé).

En zone froide ou tempérée, il entre en hibernation d'octobre à mars.
Après ses sorties crépusculaires et surtout nocturnes dans la zone intertidale où il se nourrit, le matin, les talitres s'enfoncent dans leurs terriers de sable, dans le haut de la plage ou y creusent de nouvelles galeries. Ils y restent au repos toute la journée. Des études ont porté sur la position de la zone des terriers et sur les profondeurs auxquelles s'enfoncent les individus. Ces deux données varient à la fois selon les marées et selon la saison.

En hiver, T. saltator préfère les parties plus élevées de la plage, généralement au-delà même de l'influence de l'inondation des marées d'équinoxes et des plus fortes marées de printemps, et il s'enfonce plus profondément. Au printemps et durant la période de reproduction (mai-aout), les zones de terrier migrent vers la mer, et sont moins profondes, tout en s'adaptant aux rythme lunaire des marées.

Les femelles portant des œufs creusent leurs terriers vers les parties plus hautes de la plage.

Les terriers des talitridés pourraient être une triple réponse de l'évolution, à la prédation, aux UV et au stress de la dessication diurne qui sont tous trois plus importants sur les grandes surfaces plates de sable exposées au vent marin et au soleil,

## Sensibilité à la lumière, scototaxie, phototaxie…
C'est une espèce très sensible à la lumière qu'il utilise (soleil, mais aussi lune) pour se diriger dans l'espace ; on a montré qu'il est capable de s'orienter par rapport au soleil et il semble sensible aux ultraviolets.
Son activité est essentiellement nocturne, mais quand les conditions de marée le permettent, il commence à s'activer environ une heure ou deux avant le coucher du soleil en été.
Le talitre dispose d'une « boussole interne », qui semble réglée sur le soleil, qui lui permet de rester sur son territoire, même quand la configuration de ce dernier est régulièrement modifié par la mer. Des études in situ et en laboratoire montrent un sens inné de l'orientation, mais aussi une capacité d'apprentissage des jeunes, qui s'orientent de mieux en mieux par rapport à la rive au fur et à mesure qu'ils vieillissent, sauf dans les cas de changement dynamique fort de la configuration des limites de l'estran (zones de lagunes ou bancs de sable se modifiant constamment). Par rapport à l'hygrométrie ou à la rythmicité de disponibilité d'habitats et nourriture, c'est la photopériode qui est déterminante,.
Son activité locomotrice est largement sous le contrôle d'un mécanisme de synchronisation chronobiologique endogène qui le cale sur le rythme circadien. En laboratoire, en condition où les talitres ne peuvent échapper à la lumière en creusant, la couleur de la lumière semble avoir une importance : en éclairage rouge sombre, la période du rythme est un peu plus de 24 h, mais en lumière blanche continue, il est de moins de 24 h. Son rythme d'activité se synchronise sur les fluctuations Jour/nuit et l'animal est actif que durant la période sombre ;

La température joue aussi un rôle en allongeant la période d'activité ;

Des indices forts de dynamiques collectives laissent penser que dans les groupes de talitres, les individus s'influencent mutuellement, ce qui contribue à réduire le taux de dérive du rythme d'activité dans des conditions constantes, la signification adaptative de ces mécanismes de synchronisation endogène est en cours d'étude.
L'activité journalière ainsi que l'ampleur et la direction des mouvements d'une population de Talitrus saltator a été étudiée en Italie (Burano, Grosseto) durant un an (d'avril 1986 à mars 1987), mettant en évidence un schéma d'activité annuelle bimodal, avec un 1er pic d'activité à la fin du printemps et un 2d en automne. L'activité quotidienne était surtout nocturne pour échapper aux prédateurs tels que les oiseaux, avec deux pics (dont l'un pourrait être supprimé ou inhibé par des conditions climatiques particulières). La répartition spatiale variait selon le climat, avec des différences entre jeunes et adultes pour les temps d'activité et la répartition spatiale. 85 % environ des mouvements étaient effectués sur un axe mer ↔ terre avec une migration vers les terres toujours suivie par un retour vers la mer.   
D'autres espèces de talitridés sont également sensibles à la lumière, mais - comme pour les talitres - pas de la même manière en mer Méditerranée qu'en Atlantique : ainsi en étudiant et comparant les cycles nycthéméraux d'individus adultes de Talitrus saltator (Montagu) et Orchestia gammarellus (Pallas), récoltés en l'Atlantique (France et Pays de Galles) et en Méditerranée (Italie), on a observé des différences marquées en matière de scototaxie et de phototaxie. En particulier :
- ces deux talitridés répondent différemment à une lumière directionnelle et en présence d'une zonation claire/foncée selon qu'ils viennent de l'atlantique ou de la méditerranéenne[12].
- Les T. saltator venant de l'Atlantique montrent une scototaxie positive le jour mais sont indifférents à une limite foncée/claire la nuit[12].
- Les T. saltator méditerranéens sont également indifférents à cette limite le jour (et ne présentent pas non plus de scototaxie négative marquée la nuit). Une hypothèse est qu'il pourrait s'agir d'une adaptation évolutive au fait qu'il n'y a pas ou très peu de marées en Méditerranée[12] ou que les laisses de mer (zones vues comme "sombres" par l'œil du talitre) y sont moins éparpillées qu'en Atlantique[13].
- Les individus des deux espèces, quand ils venaient de l'Atlantique présentaient une phototaxie négative le jour, et inversée dans la nuit, tandis que les T. saltator venant de Méditerranée conservaient une phototaxie positive tout au long du cycle journalier[12].
- Les réponses à la lumière jaune et bleue étaient proches pour les individus venant de l'Atlantique et de la Méditerranée, mais avec dans les deux cas une réactivité plus marquée à la lumière bleue[12].
- D'autres études ont montré que la scototaxie et la phototaxie sont bien distinctes (et absente chez les talitres testés en Méditerranée), mais qu'il s'agit dans les deux cas de caractères hérités (innés), car ils sont plus marqués chez les jeunes (y compris dans des élevages de laboratoire) que chez les adultes[13].
- Des études du même type ont été faites sur des populations de Talitrus saltator et d'un autre talitridé (Talorchestia deshayesii), en zone atlantique de la Suède et en mer Baltique (mer sans marée comme la Méditerranée, mais aux franges littorales plus humides qu'autour de la Méditerranée et avec des journées beaucoup plus courtes en hiver et des nuits beaucoup plus courtes en été, Cf. Effet « Soleil de minuit »). La réponse (attraction) à la lumière artificielle blanche est restée marquée tout au long du cycle de 24 h dans les deux espèces échantillonnées, mais avec une intensité plus faible le jour que la nuit chez T. saltator. La réponse aux zones de couleur foncées était positive le jour et négative la nuit, au cours du cycle de 24 h ; cette réponse était plus intense et plus claire chez Talorchestia deshayesii que chez T. saltator. Le modèle de réponse à la bande noire différait chez les talitridés suédois de ce qu'il est en Angleterre et en Méditerranée, ce qui est un indice de plus en faveur du fait que cette espèce a développé des adaptations géographiques de ses réponses à la lumière, en relation au rythme nycthéméral d'activité de creusement de galeries et de recherche de nourriture[14].

## Alimentation

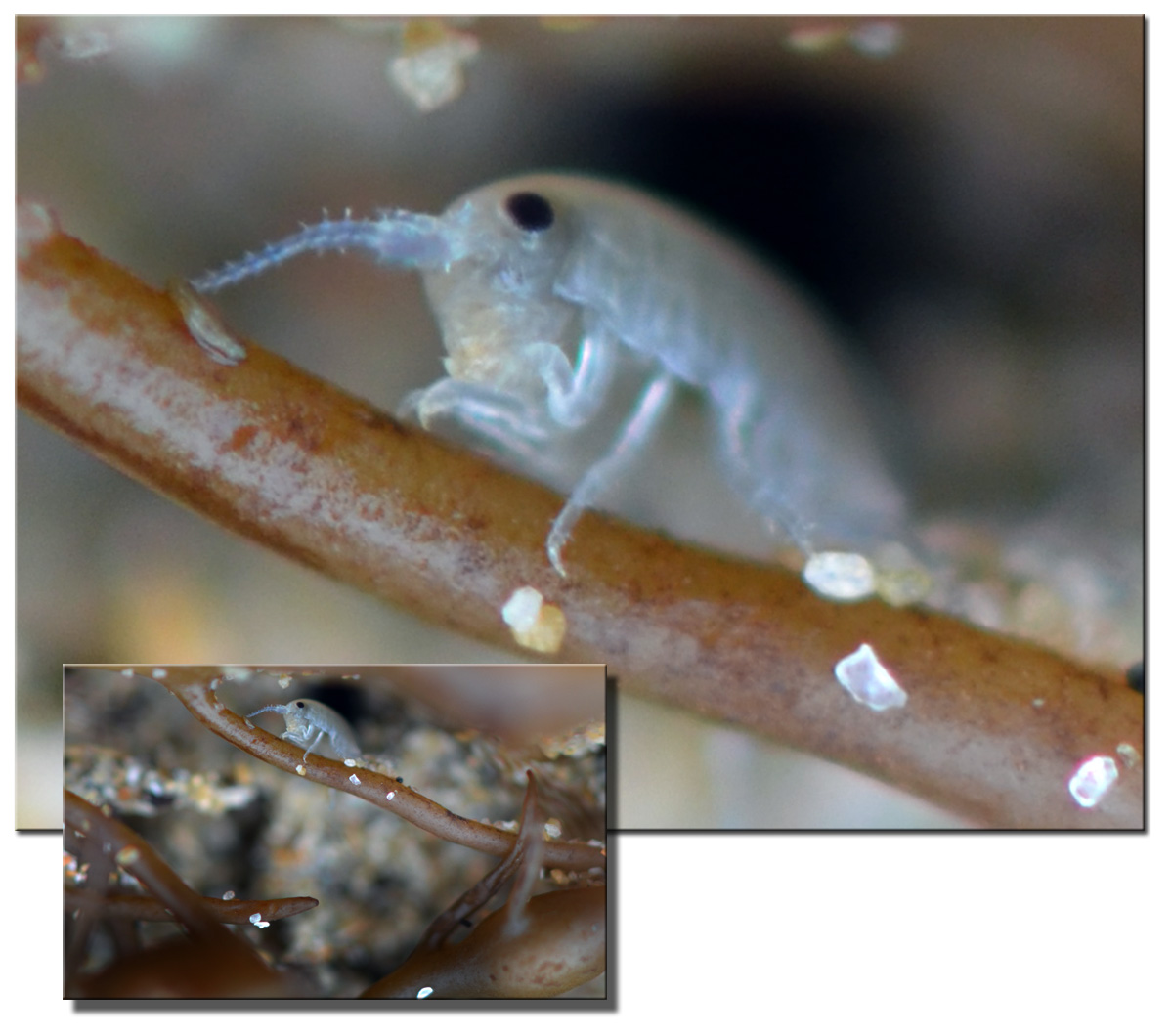
Jeune talitre en train de manger la cuticule d'une algue (fucacée) déposée dans les laisses de mer (Presqu'île de Crozon, Finistère).

Les talitres sont essentiellement phytophages et nécrophages, ils se nourrissent d'algues, et éventuellement d’autres matières organiques et débris, rejetés par la mer sur l’estran (« laisse de mer ») qu’ils contribuent à éliminer. 

## Reproduction
- Dimorphisme sexuel :

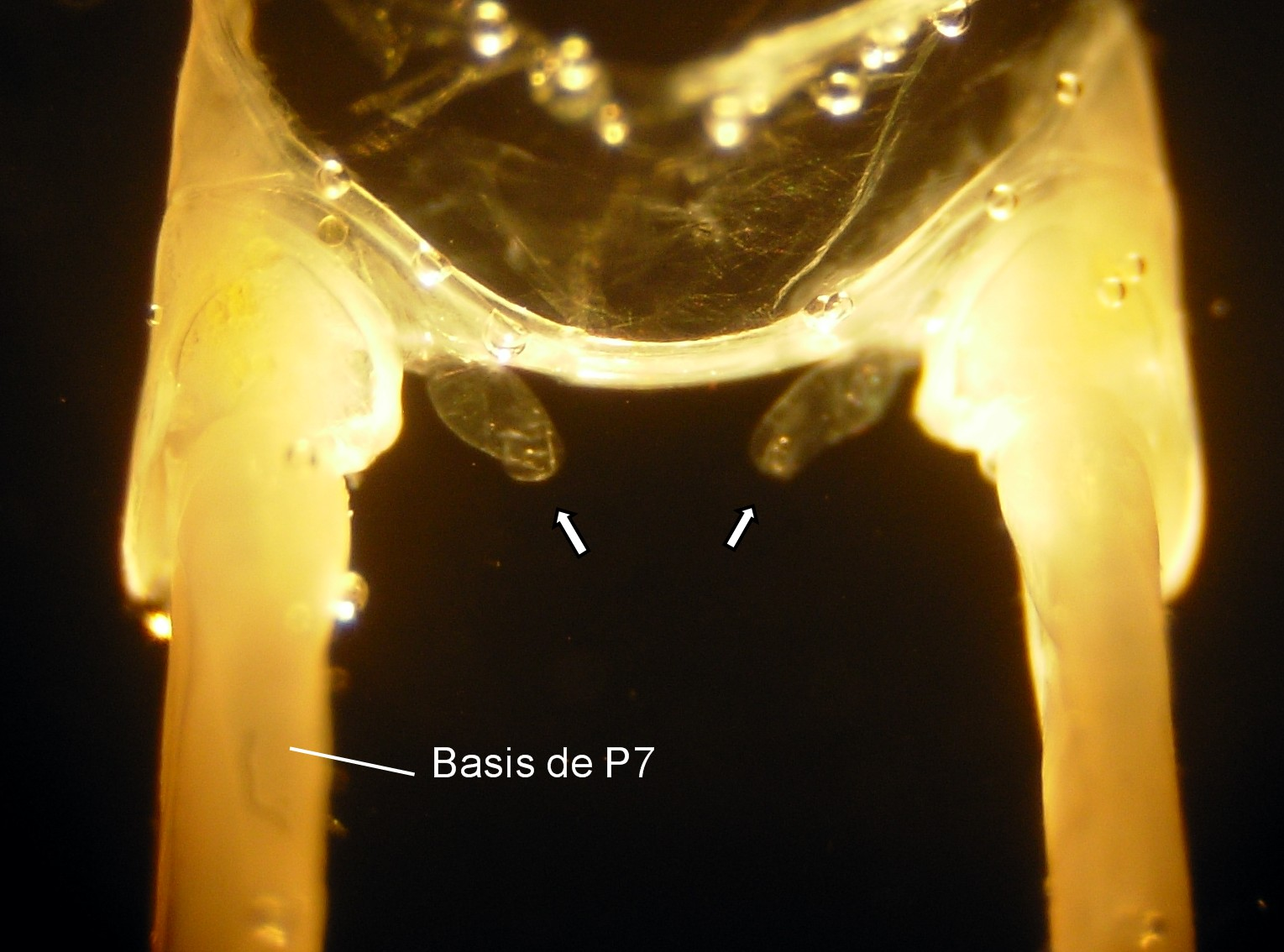
Talitrus saltator. Apophyses génitales (double « pénis », flèches), à la base (coxa) des péréiopodes 7.

Les sexes ne sont identifiables de manière certaine qu'à partir de la taille de 8,5 mm (longueur totale, de l’extrémité antérieure de la tête à la limite antérieure du telson).

Les mâles se reconnaissent à la présence de « pénis » situés à la base de la face interne des péréiopodes 7 et à leurs antennes plus robustes et plus longues que celles des femelles. Les gnathopodes, par contre, sont presque identiques dans les deux sexes.

 Les femelles matures (taille>8,5 mm) portent des oostégites sur les pattes 2, 3, 4 et 5. Ces oostégites sont bordées de soies lorsque les femelles sont en état de pondre ou ovigères. Les soies disparaissent lors de la mue qui suit la période de reproduction.
Le rapport des sexes est d’environ 7 mâles pour 10 femelles, mais varie significativement selon les populations et zones géographiques.
- Différenciation sexuelle et maturation sexuelle

Les talitres sont en état de se reproduire 3 ou 4 mois après l’éclosion mais il ne participent à la reproduction que l’année suivant leur naissance.
D’autre part, les femelles n’accompliraient qu’une seule ponte par an.

Le déclenchement de la reproduction ne semble être en relation ni avec la température, ni avec l’abondance de nourriture, mais la photopériode (durée relative des jours et des nuits) joue un rôle déterminant : en allongeant la durée des jours (16 heures pour 8 heures d’obscurité) on obtient des pontes en hiver à la température ambiante.

Lors de l'étude de cohortes nées dans trois pays (Portugal, Italie, Tunisie), en début de période de reproduction, les talitres tendaient à vivre moins longtemps que ceux nés plus tard en saison. Les durées de vie étaient plus longues chez les cohortes qui hivernent pour se reproduire l'année suivante. 
Pour les 3 sites étudiés, la différenciation sexuelle apparaissait chez les mâles au mieux ± 4 semaines après la naissance à Lavos, ± 3 semaines à Collelungo, et ± 4,5 semaines à Zouara. Et pour les femelles, ce délai était nettement plus long (± 6 semaines à Lavos, ± 5 semaines à Collelungo et Zouara). La maturation sexuelle des femelles a été estimée à ± 10 semaines à Lavos, et ± 8 semaines à Collelungo et Zouara). Sur ces 3 sites, T. saltator semblait être une espèce à cycle semestriel, avec des femelles itéropare, pouvant produire au moins deux couvées par an, et présentant un cycle bivoltins de vie.
- La ponte :

Les premières pontes ont lieu en mai et des femelles ovigères (porteuses d'œufs) s’observent jusqu’en août ; 60 % des femelles sont ovigères de juin à juillet.

Les œufs sont déposés dans la cavité incubatrice délimitée par les oostégites et la face ventrale de la femelle. Leur nombre varie linéairement en fonction de la taille de la femelle : de 10-11 œufs pour une taille de 11 mm environ à 14-15 œufs (maximum 23) pour une taille de 15 mm environ. Selon les données disponibles, en moyenne 27,7 % des œufs meurent au cours de l’incubation dont la durée varie de 8 à 20 jours (selon la température de l'eau).

Les juvéniles quittent la poche incubatrice dans un état proche, à la taille près, de celui des adultes. Il n’y a pas de métamorphoses.

## Rôle écologique

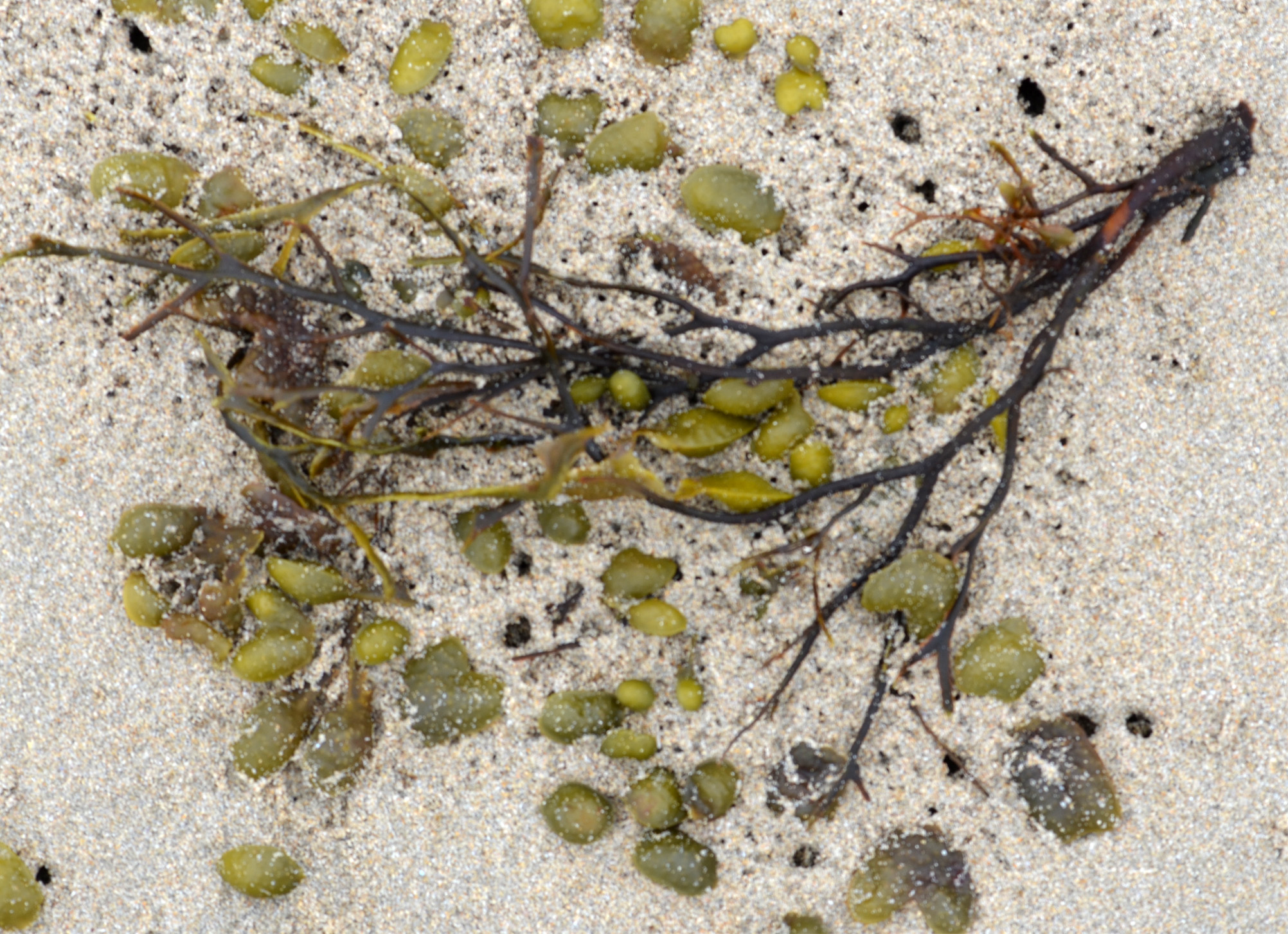
Algue (fucacée) déposée par la marée, et dont les « flotteurs » ont été en quelques heures démantelés par un groupe de talitres, qui pourront s'en repaître une partie de la nuit (Presqu'île de Crozon, Finistère).

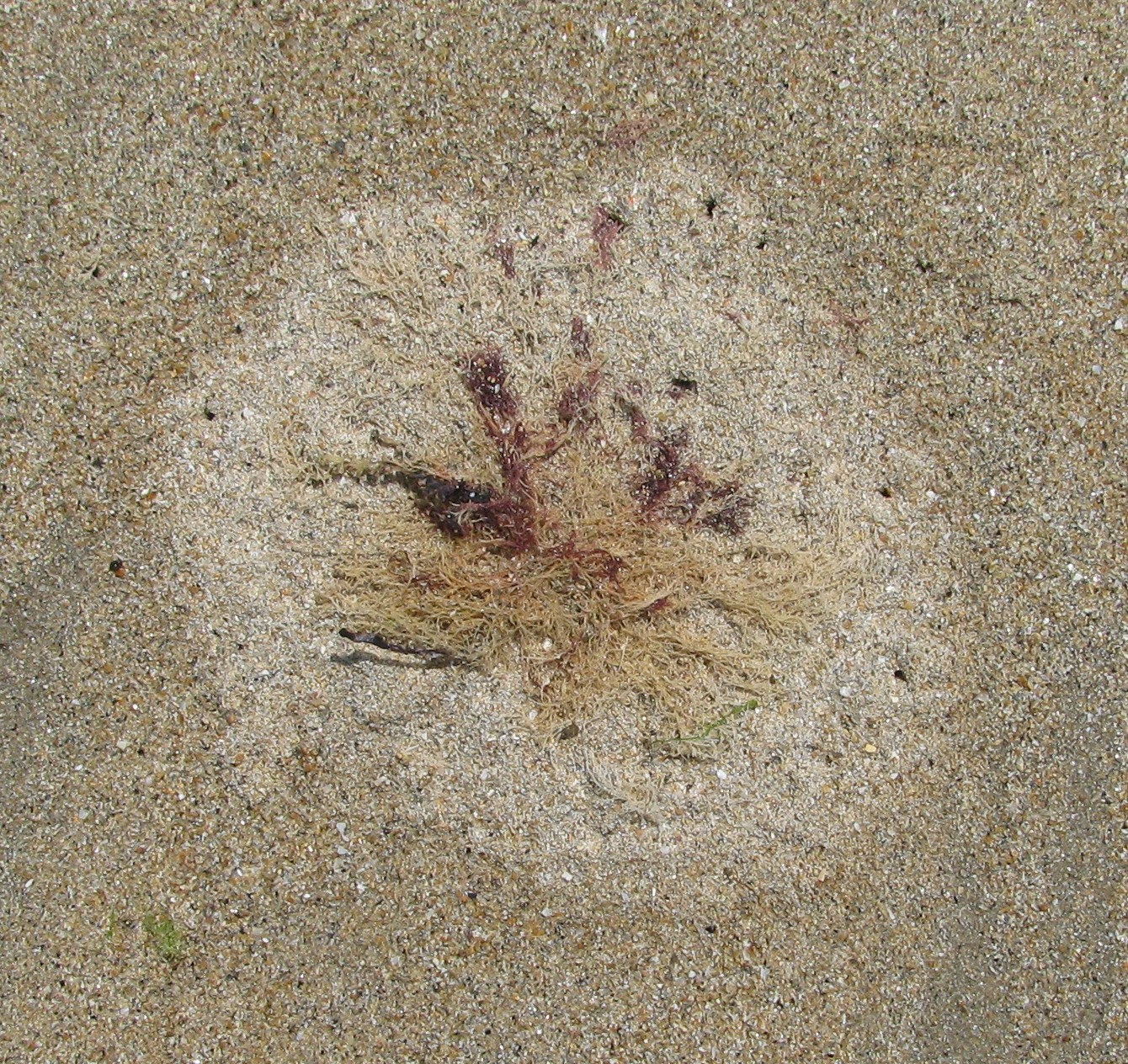
Talitrus saltator. Traces d'installation d'un groupe de talitres près d'une touffe d'algue rouge et de bryozoaires échouée sur la plage. La zone occupée est nettement circonscrite autour de la source de nourriture. L'activité des talitres accélère la dessiccation du sable, plus clair dans la zone occupée. Les talitres jouent un rôle important dans l'aération du substrat sous les laisses de mer, limitant fortement la décomposition anaérobie et l'anoxie du milieu.

En raison de leur régime alimentaire et de la densité de leurs populations (qui peuvent atteindre plusieurs centaines d'individus par mètre carré) les talitres jouent un rôle important dans le transfert de la production primaire de l’estran (algues, nécromasse) vers des niveaux trophiques plus élevés représentés par leurs prédateurs : des oiseaux marins (gravelots par exemple), mais aussi de nombreux poissons et des carabes vivant le jour (cicindèles) ou la nuit (Broscus cephalotes (en), Nebria complanata (en)).

## Durée de vie
Elle varie fortement selon les conditions du milieu, et notamment selon la température de l'eau, l'hygrométrie et la température du sable.

Ainsi on a estimé la durée de vie moyenne à 6-9 mois à Collelungo (Italie), et 6-8 mois à Zouara (Libye) et 7-11 mois à Lavos (Portugal).

Le cycle est plus lent dans les eaux froides, et la durée de vie plus longue : pour une population de talitres de l’île de Man au Royaume-Uni, la durée de vie moyenne a été estimée à environ 18 mois pour les femelles et 21 mois pour les mâles.

## Biomasse
La biomasse moyenne diffère également beaucoup selon les sites, probablement en fonction de facteurs multiples dont pollution, ressources alimentaires, température, pression de prédation, toutes choses égales par ailleurs ; elle été estimée par exemple à
- 0,13 g/m2 à Lavos[16],
- 0,014 g/m2 à Collelungo[16],
- 0,084 g/m2 à Zouara[16].

## État des populations, pressions, menaces
Les algues ne s’installant pas sur les estrans sableux, les talitres sont tributaires de la production de ces végétaux sur les zones rocheuses ou les fonds voisins (en amont par rapport aux courants) de la plage qu’ils occupent. Le nettoyage régulier des laisses de mer est une menace pour cette espèce, et les services écosystémiques qu'elle rend.
Les talitres ont disparu de la plupart des zones polluées.

Le genre Talitrus est un bioindicateur reconnu, largement répandu et aisément accessible pour tester la qualité de l’eau de mer et notamment pour détecter des contaminations par divers éléments métalliques (cadmium, chrome, cuivre, fer, manganèse et zinc). D’autre part les réactions de ses populations peuvent renseigner sur les effets des diverses perturbations subies par les plages notamment du fait de la fréquentation touristique et des opérations qui en découlent : enlèvement des algues, nivellement et criblage du sable.

### Menaces
Cette espèce ne bénéficie d’aucun statut de protection. Elle ne semble pas menacée à échelle globale, mais ses populations ont localement régressé ou disparu. Plusieurs causes de régression peuvent combiner leurs effets :
- Le nettoyage mécanique des laisses de mer et certaines pollutions sont des causes probables de disparition locale de cette espèce sur de nombreuses plages. On a montré en 1987 qu'on détecte chez les talitridés une concentration en cuivre et zinc qui semble refléter la proximité de l'espèce considérée de la côte ou des zones polluées[20].
- Localement la construction de ports, la présence d'antifouling dans l'eau, et l'artificialisation des littoraux, la surfréquentation de plages pourraient affecter cette espèce.
- Les marées vertes (facteur d'anoxie du milieu et sources de gaz toxique), peuvent a priori affecter les populations de talitres
- C'est une espèce dont le comportement nocturne et la sensibilité à la lumière sont largement démontrés, et qui pourrait donc être perturbée par la pollution lumineuse des ports et littoraux.